# Madame la Presidente
Pour plus de détails, voir Fiche technique et Distribution.
Madame la Presidente est un film muet américain réalisé par Frank Lloyd et sorti en 1916.

## Fiche technique
- Titre : Madame la Presidente
- Réalisation : Frank Lloyd
- Scénario : Elliott J. Clawson, d'après une pièce de Maurice Hennequin, Pierre Veber et Jose G. Levy
- Assistant-réalisateur : James H. Clemens, Waldo Walker
- Production : Oliver Morosco Photoplay Company
- Distribution : Paramount Pictures
- Genre : Comédie
- Durée : 50 minutes
- Dates de sortie :
  -  États-Unis : 6 février 1916

## Distribution
- Anna Held : Mademoiselle Gobette
- Forrest Stanley : Cyprian Gaudet
- Herbert Standing : Augustin Galipaux
- Page Peters : Octave Rosimond
- Lydia Yeamans Titus : Madame Galipaux
- Helen Jerome Eddy : Denise Galipaux
- Howard Davies : Marius
- Richard L'Estrange : Lerous
- Robert Newcomb : De Berton
- Frank A. Bonn : Pinglet
- Liane Held Carrera